# アシルグリセロールリパーゼ
アシルグリセロールリパーゼ(Acylglycerol lipase、EC 3.1.1.23)は、水分を用いて長鎖脂肪酸のグリセロールモノエステルを分解する化学反応を触媒する酵素である。
この酵素は加水分解酵素に分類され、特にエステル結合に作用する。系統名は、グリセロール-エステル アシルヒドロラーゼ(glycerol-ester acylhydrolase)である。グリセロ脂質の代謝に関与している。